# Zerindo il Calvo
Zerindo il Calvo (in ungherese Tar Szerénd; in latino Zyrind calvus; X secolo – 972 circa) fu un membro della dinastia degli Arpadi, come unanimemente ritenuto dalla storiografia moderna, e probabile duca di Somogy.
Vissuto nel X secolo, era il padre di Koppány, il nobile che si ribellò al sovrano che assunse il potere nel 997 in Ungheria, Stefano.

## Biografia

### Una figura incerta
Una delle poche informazioni certe su Zelindo il Calvo è che fu il padre di Koppány, un oppositore di Stefano, come riferito dalla Chronica Picta. È noto infatti che Koppány tentò di impadronirsi del trono detenuto da Stefano dopo la morte del padre di quest'ultimo, Géza, circostanza la quale lascia intendere che Zerindo e suo figlio fossero membri della famiglia reale magiara, quella degli Arpadi. Tuttavia, i legami familiari di Zerindo restano incerti, perché egli non viene menzionato nell'elenco che annovera i nipoti del capostipite della famiglia, Árpád, redatto dall'imperatore bizantino Costantino VII Porfirogenito nella metà del X secolo.
Secondo gli storici István Katona e Kornél Bakay, Zerindo il Calvo corrispondeva a Mihály, il fratello minore del Gran principe Géza, il cui nome pagano resta sconosciuto. Essi hanno sostenuto che Zerindo il Calvo aveva stretti legami parentali con Géza, poiché la pretesa di Koppány di sposare la vedova di Géza, Sarolta fu qualificata alla stregua di un «tentato incesto» dalle cronache ungheresi del XIV secolo. Tuttavia, si trattava di una richiesta in linea con l'usanza pagana del matrimonio levirato.
Altri storici, tra cui Gyula Kristó e György Szabados, hanno ritenuto che Zerindo il Calvo discendeva da uno dei figli maggiori di Árpád, Tarkatzus o Jutotzas. Ad esempio, Kristó ha ritenuto che il tentativo di Koppány di impadronirsi del trono dopo la morte del Gran principe Géza dimostra che Koppány e Zerindo il Calvo discendevano dal primogenito di Árpád. Géza, nipote del figlio minore di Árpád, Zoltán, avrebbe dovuto subentrare al discendente più anziano del primogenito di Árpád, qualora i magiari avessero adottato le consuetudini relative alla successione tipiche delle società tribali della steppa eurasiatica, come nel caso dei Peceneghi, i quali spesso si interfacciavano con gli Ungari.

### Titolo detenuto

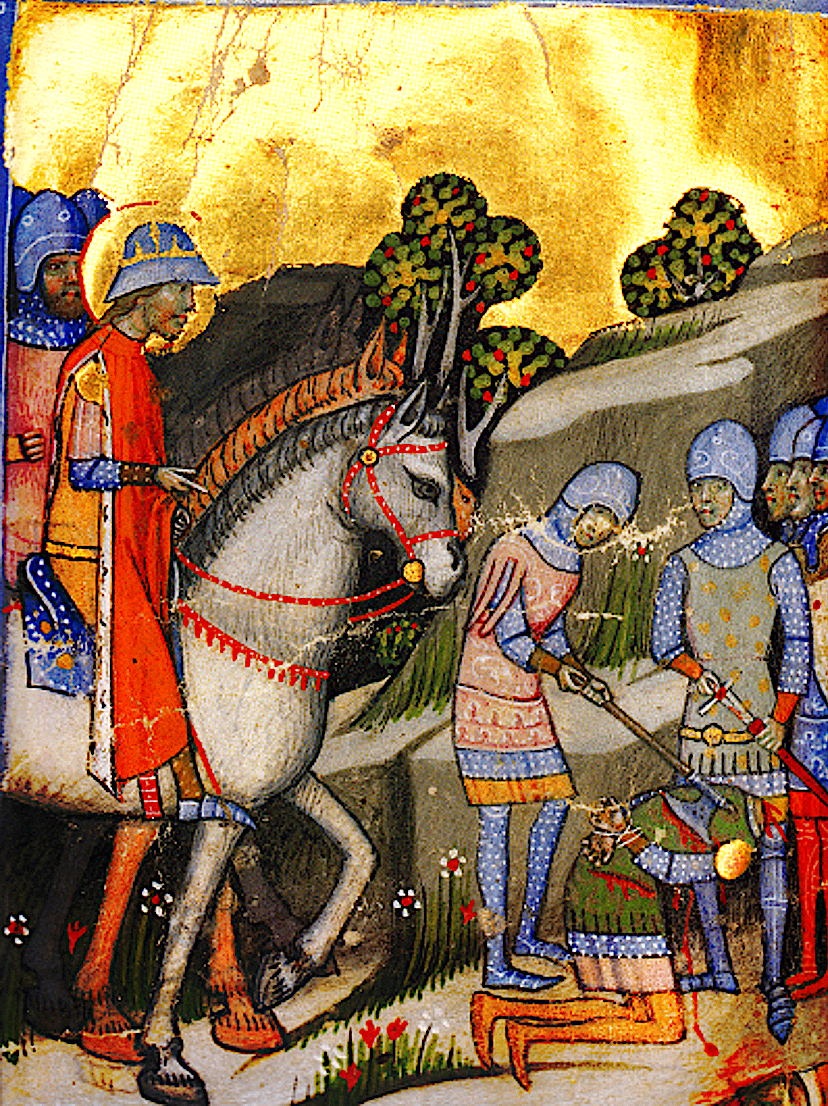
Miniatura relativa all'esecuzione di Koppány da parte di re Stefano tratta dalla Chronica Picta

Alcuni storici, tra cui György Szabados e Attila Zsoldos, hanno ipotizzato che Zerindo il Calvo esercitasse la sua autorità tra il lago Balaton e il fiume Sava, una regione dominata dall'harka Bulcsú fino al 955. Gyula Kristó ha affermato che egli ricevette l'area come compenso per aver rinunciato al suo diritto di succedere al Gran principe Taksony e consentendo l'ascesa del figlio di quest'ultimo, Géza. Se tale ricostruzione risultasse valida e Zerindo fosse dunque attivo nel Transdanubio meridionale e in Slavonia, suo figlio Koppány, che vantava il titolo di duca di Somogy, ereditò i domini di Zerindo. Secondo un'altra teoria, proposta sempre da Kristó, Zerindo potrebbe essere stato Gran principe degli Ungari per un certo periodo.
L'anno di morte di Zerindo resta sconosciuto. Lo storico Gusztáv Heckenast ha sostenuto che morì intorno al 967. György Szabados ha dichiarato che Zerindo potrebbe essere stato ucciso dal Gran principe Géza, perché le cronache medievali sottolineano che Géza fu un sovrano crudele.